# سفارة فرنسا في النرويج
سفارة فرنسا في النرويج هي أرفع تمثيل دبلوماسي لدولة فرنسا لدى النرويج. تقع السفارة في أوسلو وهي تهدف لتعزيز المصالح الفرنسية في النرويج.

## وصلات خارجية
- الموقع الرسمي
- قائمة سفارات فرنسا
- قائمة السفارات في النرويج